# Too-Rye-Ay
Az 1982-es Too-Rye-Ay a Dexys Midnight Runners második nagylemeze. Az album leginkább a Come On Eileen slágerről ismert. Szerepel az 1001 lemez, amit hallanod kell, mielőtt meghalsz című könyvben.

## Az album dalai
|     | Cím                                               | Szerző(k)                                      | Hossz |
| --- | ------------------------------------------------- | ---------------------------------------------- | ----- |
| 1.  | The Celtic Soul Brothers                          | Kevin Rowland, Jim Paterson, Mickey Billingham | 3:08  |
| 2.  | Let's Make This Precious                          | Rowland, Paterson                              | 4:03  |
| 3.  | All in All (This One Last Wild Waltz)             | Rowland, Paterson                              | 4:07  |
| 4.  | Jackie Wilson Said (I'm in Heaven When You Smile) | Van Morrison                                   | 3:05  |
| 5.  | Old                                               | Rowland, Paterson                              | 5:35  |
| 6.  | Plan B                                            | Rowland, Paterson                              | 5:04  |
| 7.  | I'll Show You                                     | Rowland, Paterson                              | 2:41  |
| 8.  | Liars A to E                                      | Rowland, Paterson, Torch                       | 4:11  |
| 9.  | Until I Believe in My Soul                        | Rowland, Paterson                              | 6:59  |
| 10. | Come On Eileen                                    | Rowland, Paterson, Billy Adams                 | 4:38  |

## Közreműködők

### "The Players"
- Seb Shelton – dob
- Giorgio Kilkenny – basszusgitár
- Billy Adams – bendzsó, gitár
- Mickey Billingham – orgona, zongora, harmonika, billentyűk
- "Big" Jim Paterson – harsona
- Paul Speare – fuvola, szaxofon, síp
- Brian Maurice – szaxofon
- Kevin Rowland – basszusgitár, gitár, zongora, rendező, ének
- Steve Wynne – basszusgitár (nem minden kiadáson van feltüntetve)

### "The Emerald Express"
- Helen O'Hara – vonós hangszerek, hegedű
- Steve Brennan – vonós hangszerek, hegedű

### "The Sisters of Scarlet"
- Carol Kenyon – vokál
- Katie Kissoon – vokál
- Sam Brown – vokál

### "Directed by"
- Clive Langer – rendező
- Alan Winstanley – rendező
- Peter Barrett – borító design
- Kim Knott – fényképek
- Andrew Ratcliffe – művészi munka, festmények

## Fordítás
Ez a szócikk részben vagy egészben a Too-Rye-Ay című angol Wikipédia-szócikk ezen változatának fordításán alapul.  Az eredeti cikk szerkesztőit annak laptörténete sorolja fel. Ez a jelzés csupán a megfogalmazás eredetét és a szerzői jogokat jelzi, nem szolgál a cikkben szereplő információk forrásmegjelöléseként.